# Wireless LAN
Ez a cikk a drót nélküli hálózatokról szól. A virtuális hálózatokról a VLAN cikken olvashatsz.

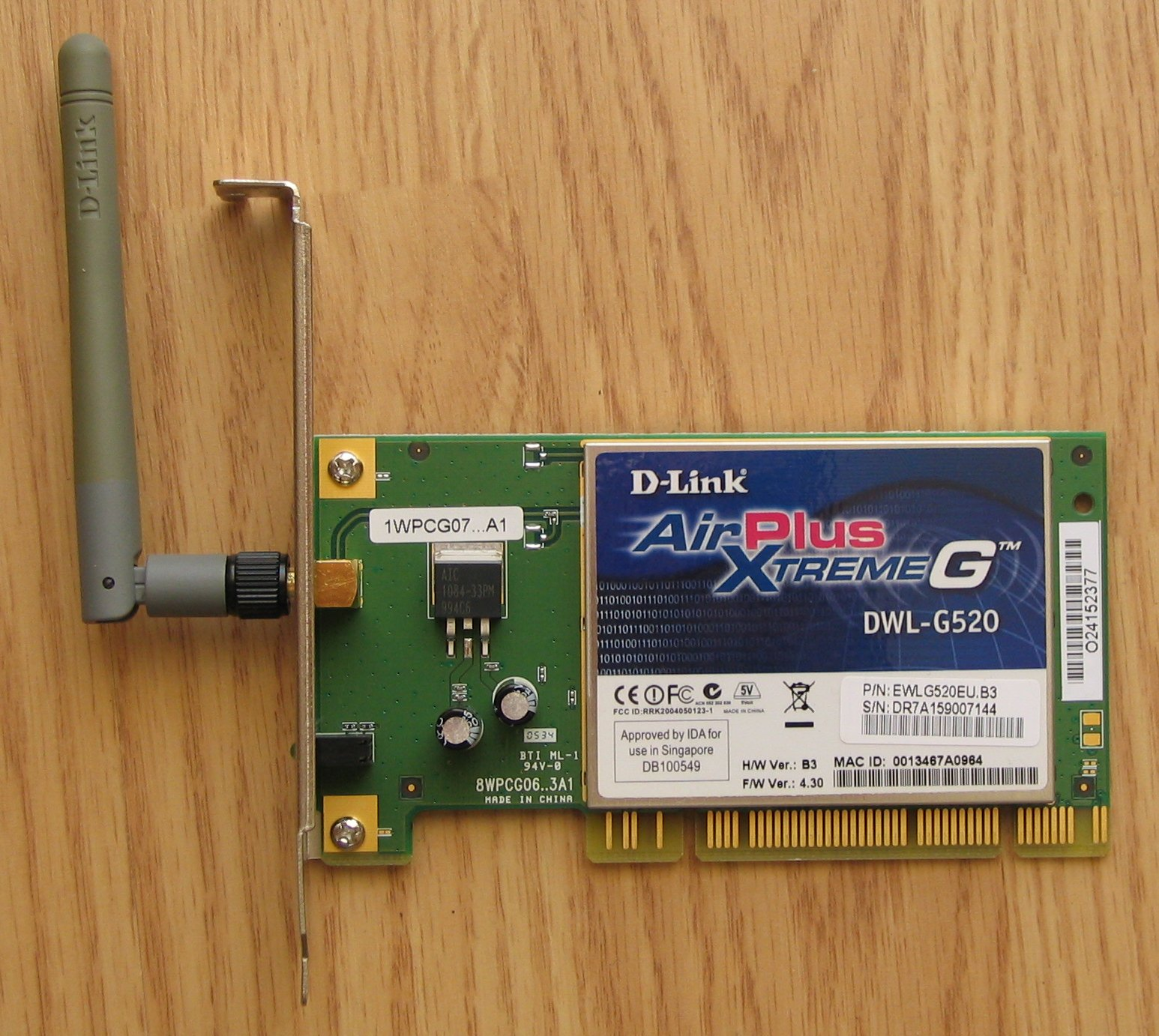
D-Link WLAN PCI kártya.

A WLAN (wireless LAN) rádióhullámot használó vezeték nélküli helyi hálózat, ami szórt spektrum vagy ortogonális frekvencia-osztásos multiplexálás technológia segítségével lehetővé teszi a közeli számítógépek összekapcsolódását. Számítógépek vezetékes hálózathoz kapcsolására és önálló ad hoc hálózatok létrehozására egyaránt alkalmas. A legnépszerűbb WLAN szabványcsalád a Wi-Fi (IEEE 802.11); a WiFi és a WLAN nevet gyakran egymás szinonimájaként használják. Leggyakoribb változatai a 802.11b (11 Mbit/s sávszélesség, 2.4 GHz-es frekvencia), 802.11a (54 Mbit/s sávszélesség, 5 GHz-es frekvencia) és a 802.11g (54 Mbit/s, 2.4 GHz). A készülőfélben levő 802.11n tervezett sebessége 248 Mbit/s.